# Georg Ritter (Geistlicher)
Georg Ritter (* 27. April 1639 in Lübeck; † 23. Juli 1706 ebenda) war ein deutscher evangelisch-lutherischer Geistlicher und Senior.

## Leben
Georg Ritter war einer der Söhne des Kaufmanns Andreas Ritter. Der Bürgermeister Johann Ritter und der Ratsherr Gerhard Ritter waren seine älteren Brüder. Er besuchte das Katharineum zu Lübeck, wurde im Alter von 15 Jahren an der Universität Rostock immatrikuliert und studierte Evangelische Theologie an den Universitäten Gießen und Straßburg. In Gießen war er Respondent einer Disputation unter dem Vorsitz von Michael Siricius.
Nach einer Studienreise durch Deutschland und die Niederlande unterzog er sich dem Theologischen Examen in Lübeck. 1668 wurde er Prediger an der Petrikirche und 1687 ihr (Haupt)Pastor. Nach dem Tod von Thomas Honstedt wurde er 1704 zum Senior des Lübecker Geistlichen Ministeriums gewählt.
Er war ab 1668 verheiratet mit Sophie, geb. Nicolai, der Tochter seines Vorgängers als Petri-Pastor Johannes Nicolai (eigentlich Claessen, erwählt 1663; † 1686). Sie starb schon 1687. Von den Söhnen des Paares wurde Andreas (1684–1755) Privatdozent an der Universität Greifswald und Propst in Bergen auf Rügen und Johann († 1737) zunächst Prediger an St. Aegidien in Lübeck, dann ab 1711 an St. Petri und ab 1716 der dritte Nachfolger seines Vaters als Hauptpastor.
An Georg Ritter erinnerte ein ganzfiguriges Pastorenbild in der Petrikirche (Höhe 2,50 m, Breite 1,54 m). Unter dem Bild befand sich eine Inschrift mit fünf lateinischen Distichen und den Lebensdaten. Es hing zunächst an der Südseite und später hinter dem Altar, wo es beim Luftangriff auf Lübeck in der Nacht zum Palmsonntag 1942 verbrannte.
Ritter war ein Glied in der Überlieferungsgeschichte der Lübecker Chronik des Lesemeisters Detmar. Er war einer der Vorbesitzer der sogenannten Melleschen Handschrift (M). Sie war Georg Ritter von seinem Schwiegervater Johannes Nicolai vermacht worden; Ritter wiederum vererbte sie seinem Schwiegersohn (und Nach-Nachfolger an St. Petri) Johann Hesse († 1715), dieser an seinen Neffen Paul Bruns, und von ihm kam sie an Jacob von Melle.

## Schriften
- Beiträger in: Michael Siricius: Fasciculus Primus Continens septem Dissertationes Theologicas Contra varios Heterodoxos E Luc. 1. vers. 35. Gießen 1661